# Honda HR-V
Honda HR-V – samochód osobowy typu crossover klasy miejskiej produkowany pod japońską marką Honda w latach 1999–2006 oraz ponownie od 2014 roku. Od 2021 roku produkowana jest trzecia generacja modelu.

## Pierwsza generacja
Honda HR-V I została po raz pierwszy zaprezentowana w 1997 roku na targach motoryzacyjnych w Tokio, produkcję seryjną uruchomiono w roku 1999.

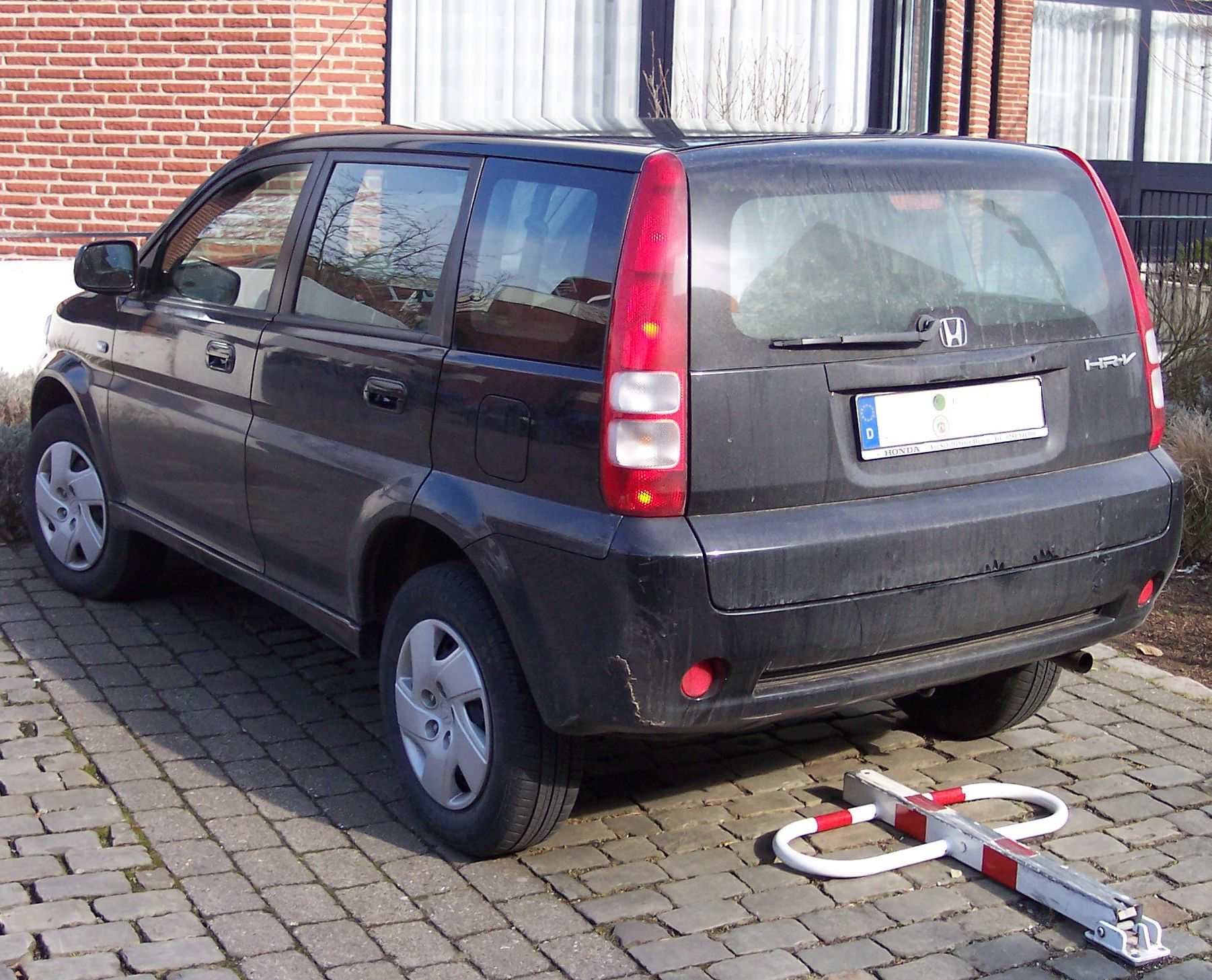
Tył Hondy HR-V I w wersji 5-drzwiowej

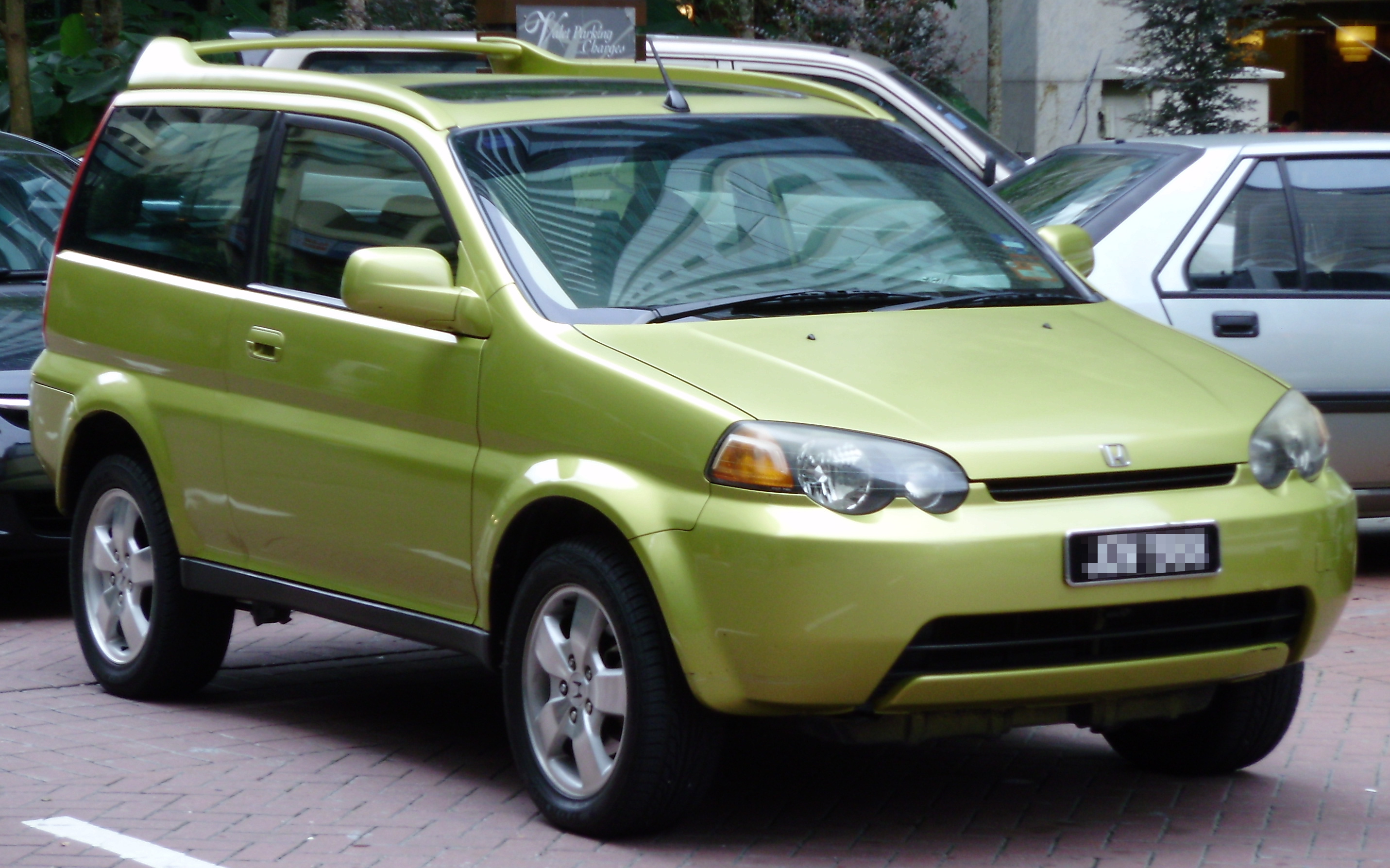
Honda HR-V I w wersji 3-drzwiowej przed face liftingiem

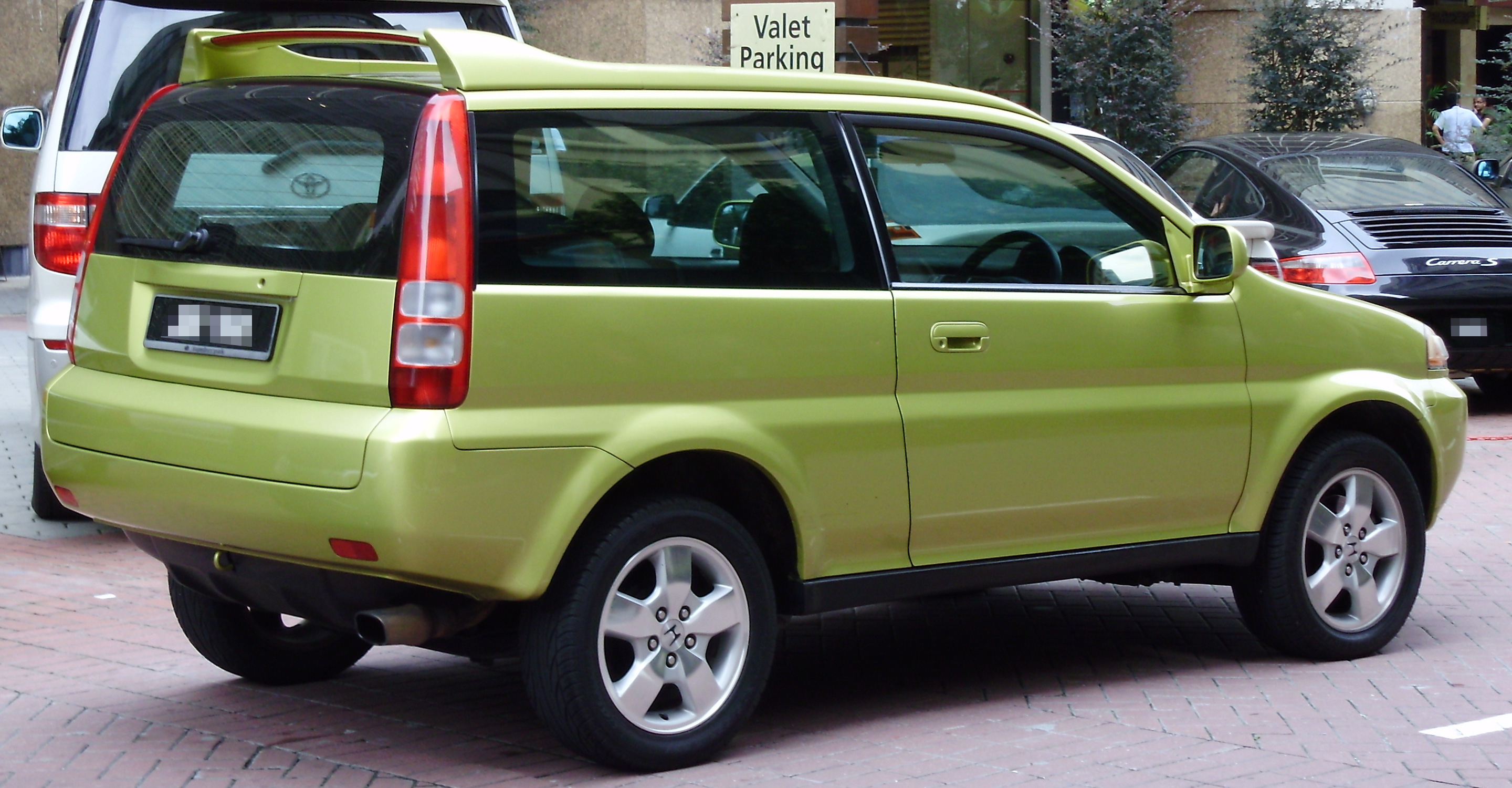
Tył Hondy HR-V I w wersji 3-drzwiowej

Pierwsza generacja Hondy HR-V bazuje na platformie modelu Honda Logo, a w wersjach 4x4 napęd zapożyczono z modelu CR-V I. Wersja produkcyjna została poprzedzona konceptem o nazwie J-WJ zaprezentowanym podczas targów motoryzacyjnych w Tokio w 1997 roku. Początkowo pojazd oferowany był wyłącznie w wersji trzydrzwiowej. W 2000 roku zaprezentowano przedłużoną wersję pięciodrzwiową.
W 2001 roku auto przeszło face lifting. Zmieniono m.in. reflektory przednie, osłonę chłodnicy, zderzaki oraz tapicerkę. Przy okazji liftingu wprowadzono wersję Sport wyposażoną w ten sam silnik o zwiększonej mocy do 124 KM.
Pojazd zapoczątkował klasę niedużych, miejskich crossoverów.
W 2006 roku zakończono produkcję pojazdu.
| 1.6 SOHC      | 1590 | R4 | 105 | 135 | 12,0 | 162 |
| 1.6 SOHC VTEC | 1590 | R4 | 124 | 144 | 10,8 | 170 |

### Wersje wyposażeniowe
- EX
- LX
- Sport

Standardowe wyposażenie pojazdu obejmuje m.in. elektryczne sterowanie szyb, elektryczne sterowanie lusterek, dwie poduszki powietrzne oraz system ABS i klimatyzację manualną.

## Druga generacja
Honda HR-V II została po raz pierwszy zaprezentowana jako Honda Vezel na Tokyo Motor Show 2013, a światowa premiera modelu pod nazwą HR-V nastąpiła podczas targów motoryzacyjnych w Nowym Jorku w 2014 roku.

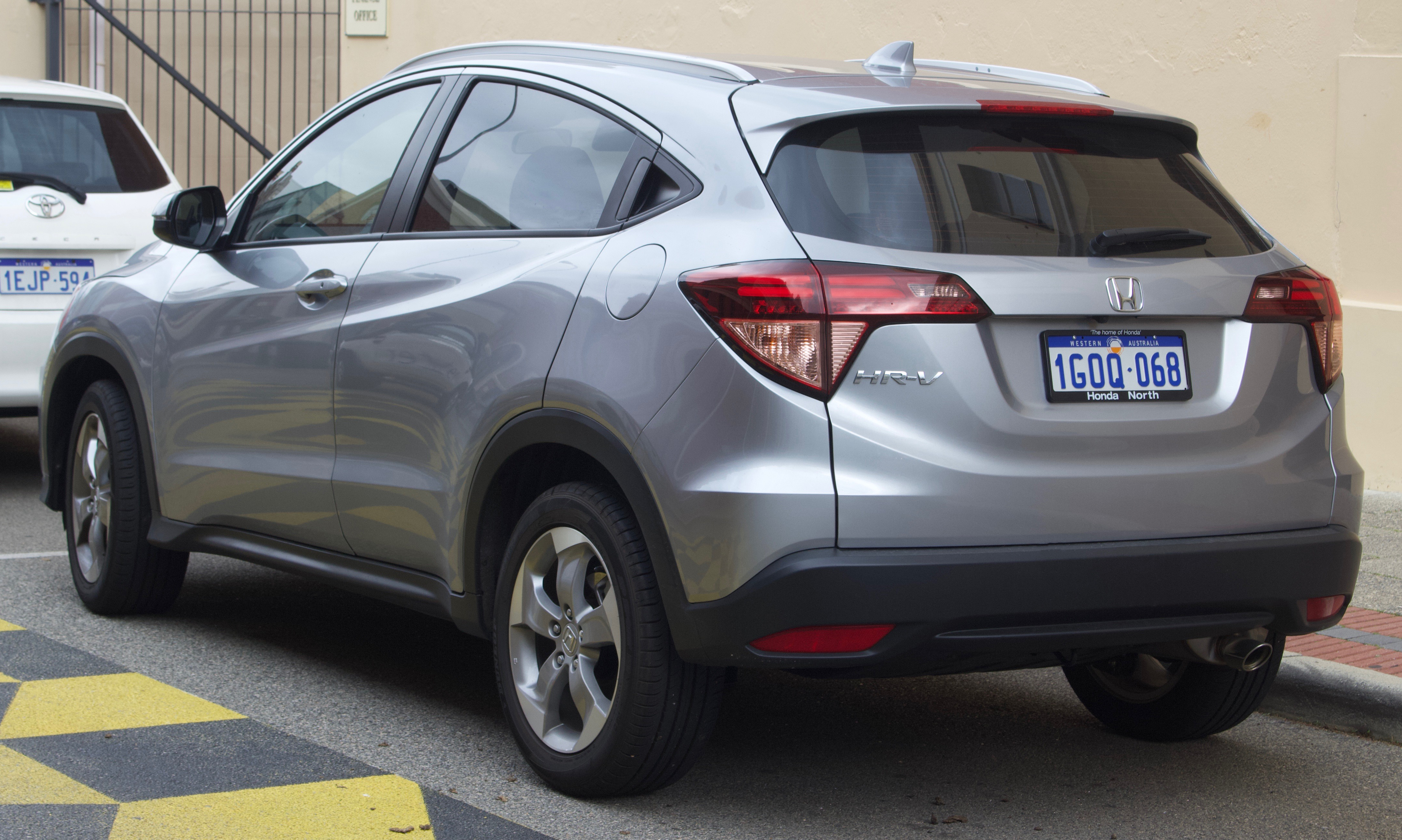
Tył pojazdu

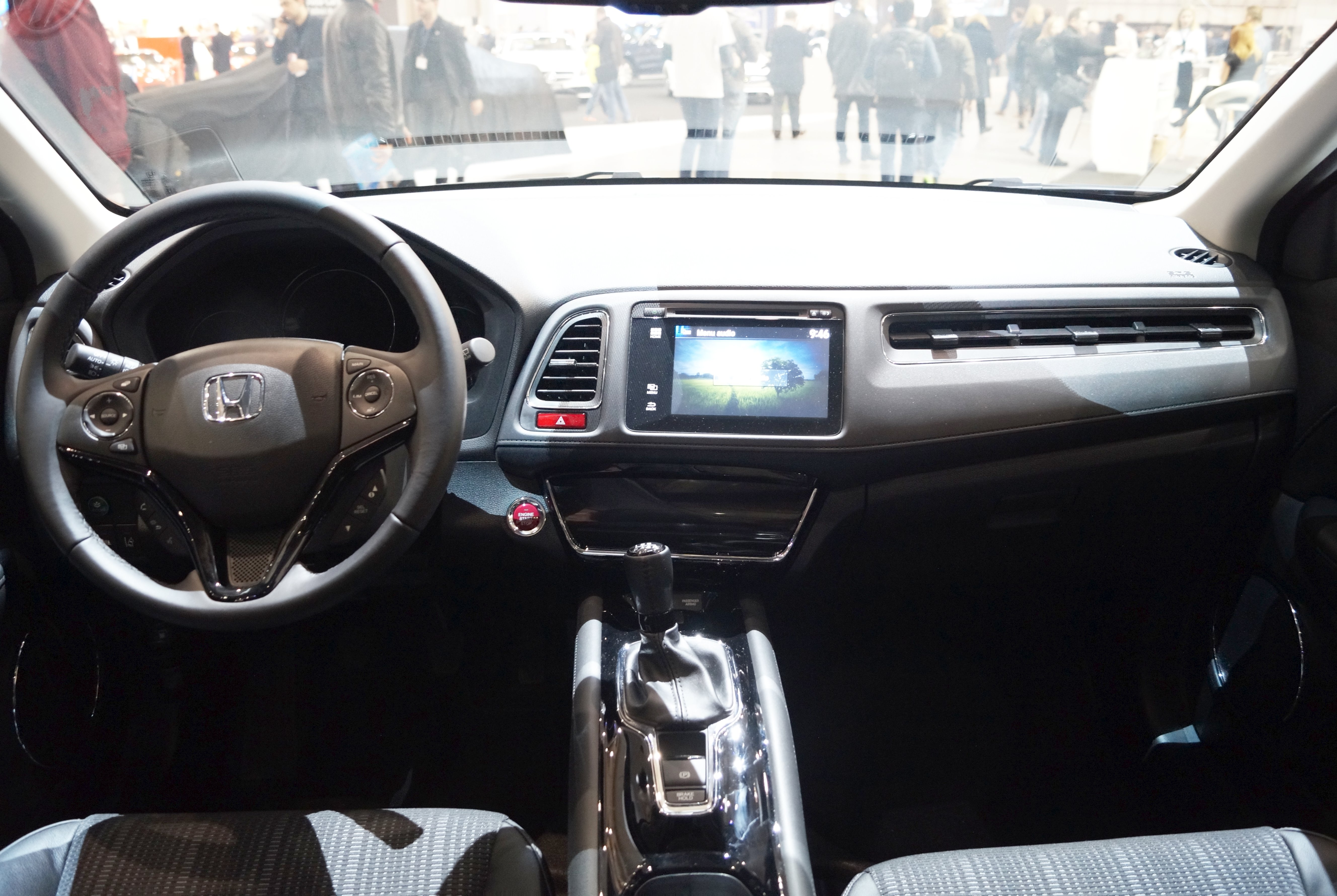
Wnętrze pojazdu

Pojazd zadebiutował po raz pierwszy podczas salonu motoryzacyjnego w Tokio w 2013 roku. Auto jest produkcyjną wersją ukazanego w tym samym roku na salonie w Detroit modelu Urban SUV Concept. Pojazd trafił do salonów w Japonii w grudniu 2013 roku. Na rynek europejski auto trafi najprawdopodobniej w 2015 roku pod zmienioną nazwa handlową, a na rynek USA w 2014 roku.
W wersji produkcyjnej w stosunku do koncepcyjnej zostały zmieniono przednie reflektory i grill. Pojazd powstał na bazie czwartej generacji Hondy Jazz, łącząc w jednym aucie cechy SUV-a, funkcjonalność minivana oraz elegancję coupe. Pojazd pod nazwą Vezel oferowany był od 2014 roku na rynku japońskim. W październiku 2014 roku podczas targów motoryzacyjnych w Paryżu zaprezentowano europejską wersję pojazdu jako model HR-V. Oficjalnie wówczas pojazd był jeszcze prototypem, choć bardzo zbliżonym do wersji produkcyjnej. Pod koniec 2018 roku pokazano światu poliftingowy model Hondy HR-V, wyprodukowany w japońskiej fabryce mieszczącej się w Suzuce, co miało na celu podniesienie jakości materiałów i wykonania pojazdu. 
Nadwozie pojazdu stylistycznie nawiązuje do linii aut sportowo-użytkowych oraz coupé. Jest to dynamiczna sylwetka z odważnie narysowaną linią boczną z przetłoczeniem biegnącym do słupka C, w którym umieszczono klamkę tylnych drzwi. We wnętrzu pojazdu zastosowano dotykowe ekrany. Zbiornik paliwa podobnie jak w dziewiątej generacji Hondy Civic umieszczono centralnie.
Amerykańska odmiana Hondy HR-V zaprezentowana została w listopadzie 2014 roku podczas targów motoryzacyjnych w Los Angeles. Samochód napędzany jest benzynowym silnikiem o pojemności 1.8 l o mocy 138 KM i maksymalnym momencie obrotowym 172 Nm. Standardowo auto wyposażone jest w napęd 4x4. Na liście opcji znalazła się bezstopniowa, automatyczna przekładnia CVT.
Europejska wersja pojazdu napędzana jest dwoma silnikami z serii Earth Dreams Technology. Silnik benzynowy o pojemności 1.5 l w technologii VTEC dysponuje mocą 130 KM, a silnik wysokoprężny 1.6 i-DTEC mocą 120 KM. W odróżnieniu od wersji amerykańskiej, w Europie HR-V dostępna jest wyłącznie z napędem na przednią oś.

### Wyposażenie
- Comfort
- Elegance
- Executive

Samochód standardowo wyposażony jest m.in. system multimedialny z ekranem dotykowym o przekątnej 5 cali, który wykorzystuje system Android oraz złącza MirrorLink, WiFi, Bluetooth, HDMI oraz USB. Wszystkie wersje wyposażeniowe poza podstawową w standardzie wyposażone są m.in. w Advanced Driver Assist System. W jego skład wchodzą takie układy, jak inteligentny tempomat adaptacyjny, system aktywnego hamowania w ruchu miejskim, system ostrzegania przed kolizją, system ostrzegania o zjeżdżaniu z pasa ruchu, system rozpoznawania znaków drogowych oraz system automatycznych świateł drogowych. Opcjonalnie auto wyposażyć można w 7-calowy ekran dotykowy oraz nawigację satelitarną.

## Trzecia generacja
Honda HR-V III

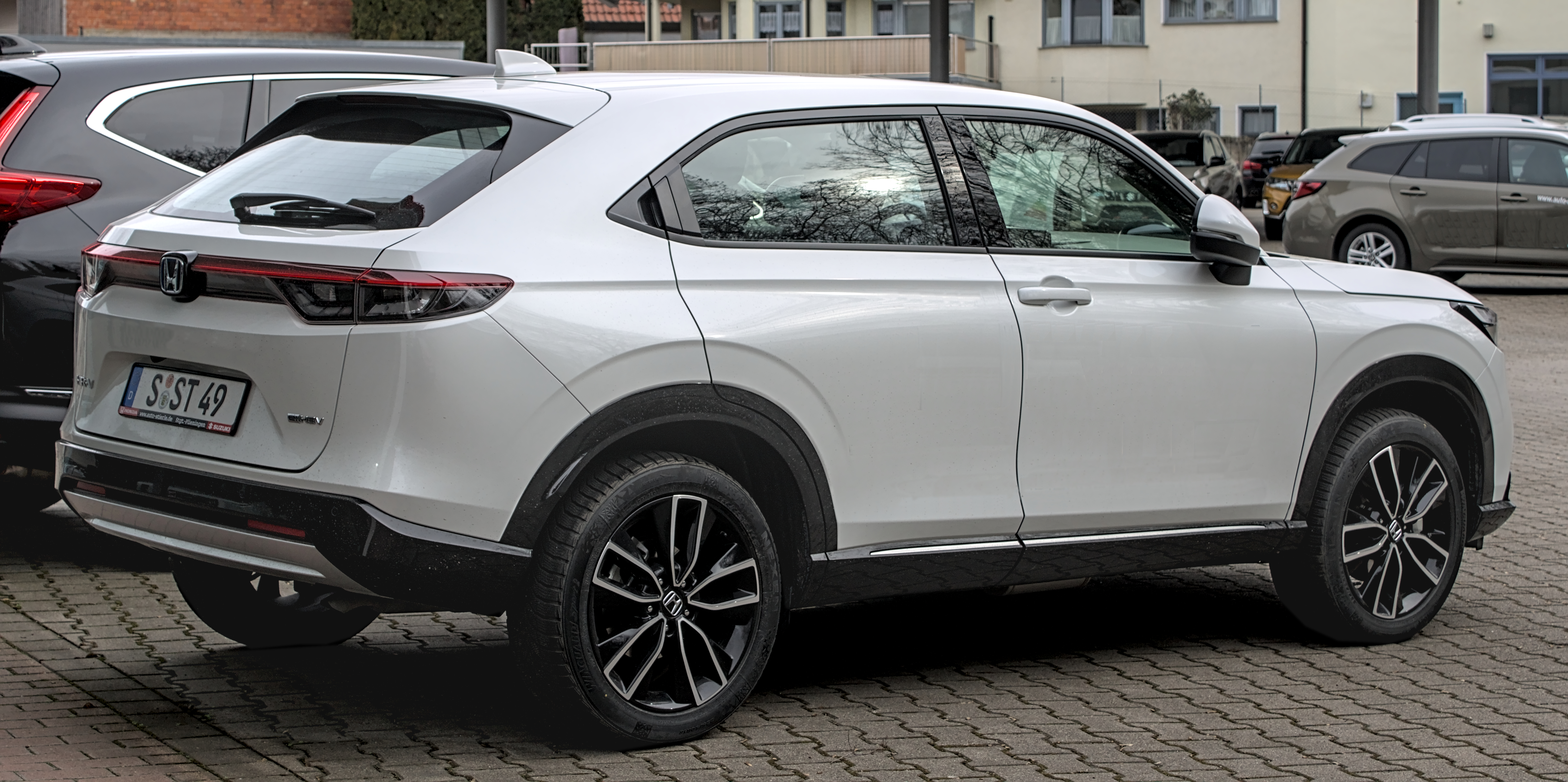
Honda HR-V (III)

Nowa Honda HR-V dostępna jest w Polsce tylko w jednej wersji silnikowej, jako pełna hybryda. Zespół napędowy składa się z silnika wolnossącego o pojemności 1498 cm3 (maksymalna moc silnika 107 KM przy 6000-6400 Nm; maksymalny moment obrotowy 131 Nm przy 4500-5000 obr/min.) oraz silnika elektrycznego (131 KM, 253 Nm - to również maksymalne osiągi całego układu). Samochód oferowany jest jedynie z automatyczną przekładnią eCVT i napędem na przednie koła. W modelu zastosowano Magic Seats (płaska podłoga po złożeniu siedzeń).

### Wyposażenie[23]
- Elegance
- Advance
- Advance Plus

Elegance: system multimedialny Honda Connect+ z nawigacją, pakiet systemów bezpieczeństwa Honda Sensing, podgrzewane przednie fotele, podgrzewane i elektrycznie składane lusterka, system dostępu bezkluczykowego, przednie i tylne czujniki parkowania, kamera cofania, inteligentny system rozprowadzania powietrza, przednia poduszka kierowcy SRS, poduszka pasażera SRS z wyłącznikiem, boczne poduszki powietrza (przód), kurtyny powietrzne (przód i tył), przednie zagłówki ograniczające obrażenia kręgosłupa, ABS, EBS, BA, VSA, pasy bezpieczeństwa, Isofix, ESS, DWS, system ostrzegania przed kolizją, system ograniczający skutki kolizji, system utrzymania na pasie ruchu, system ostrzegania o zjeżdżania z pasa ruchu, system zapobiegania zjeżdżania z pasa ruchu, ogranicznik prędkości, tempomat adaptacyjny, system rozpoznawania znaków drogowych, podążanie przy niskiej prędkości, funkcja hamowania przy niskiej prędkości, sterowanie przepustnicą minimalizujące ryzyko kolizji, automatyczny system alarmowy E-Call, immobilizer, system alarmowy, półka bagażnika (zintegrowana w pokrywie bagażnika), 2 kluczyki z systemem zdalnego sterowania, system dostępu bezkluczykowego, uruchamiania silnika przyciskiem, tapicerka materiałowa, wnętrze klamek drzwi (srebrny kolor).
Advance (poza tym co powyżej): podgrzewana skórzana kierownica, klapa bagażnika otwierana elektrycznie z funkcją Walk Away Close, system monitorowania martwego pola widzenia w lusterkach, system ostrzegania o zbliżającym się pojeździe podczas cofania, tapicerka łączona materiał+skóra syntetyczna (czarny kolor), panele wnętrza (srebrny kolor), skórzana kierownica.
Advance Plus (poza tym co powyżej): 2-kolorowe nadwozie, relingi dachowe, aktywne doświetlanie zakrętów LED, ładowarka bezprzewodowa do smartfona, tapicerka łączona materiał+skóra syntetyczna (jasnoszary kolor), pomarańczowa ozdoba konsoli centralnej, pomarańczowe przeszycie na kierownicy i siedzeniach.

### Podstawowe informacje
Przyspieszenie wg danych producenta 0-100 km/h - 10,7 s
Poziom hałasu podczas jazdy - 66 dB
Zużycie paliwa (WLTIP):
- prędkość niska - 4,6 l/100 km
- prędkość średnia - 4,1 l/100 km
- prędkość wysoka - 4,6 l/100 km
- prędkość bardzo wysoka - 7,1 l/100 km
- Cykl mieszany - 5,4 l/100 km

Zużycie paliwa (NEDC):
- cykl miejski - 3,1 l/100 km
- cykl pozamiejski - 4,8 l/100 km
- cykl mieszany - 4,2 l/100 km

Wymiary:
- długość - 4340 mm
- szerokość bez lusterek - 1790 mm
- szerokość ze złożonymi lusterkami - 1866 mm
- szerokość z rozłożonymi lusterkami - 2027 mm
- wysokość - 1582 mm
- rozstaw osi - 2610 mm
- prześwit (z kierowcą) - 188 mm
- średnica zawracania - 11,3 m

Pojemność:
- zbiornika paliwa - 40 l
- liczba miejsc siedzących - 5
- łączna pojemność bagażnika włączając schowek podpodłogowy - siedzenia rozłożone (metoda VDA) - 335 l
- łączna pojemność bagażnika włączając schowek podpodłogowy - siedzenia złożone do linii okien (metoda VDA) - 987 l
- łączna, maksymalna pojemność bagażnika włączając schowek podpodłogowy - siedzenia złożone, do linii dachu (metoda VDA) - 1305

Masa:
- własna - 1380-1401 kg
- maksymalna masa całkowita - 1870 kg
- ładowność - 469-490 kg
- maksymalny nacisk na dach - 45 kg